# Nina d'Aubigny
Nina d'Aubigny, född 1770, död 1847, var en nederländsk sångare. Hon är känd för sin dagbok. 
Hon var dotter till Johan Conrad Engelbrunner (1729–1817), hovråd, och Sabine d'Aubigny (1749–1818). Hon växte upp i Kassel, men vistades 1790–1791 i Nederländerna, där hon förde dagbok. Hon uppträdde som icke professionell sångare vid konserter. Hon återvände 1791 till Kassel, där hon grundade en musikskola, gav konserter på Bückeburg slott och komponerade sånger och skrev artiklar om musik. 1803 gav hon ut en musikpedagogisk avhandling, Briefe an Natalie. I den pläderade hon också för musikundervisning för kvinnor. Hon bosatte sig hos sin syster i Indien 1808, där hon gav harpkonserter och tjänade pengar som utrikeskorrespondent för olika tidningar. 